# Reichstag (Norddeutscher Bund)
Der (Norddeutsche) Reichstag war das Parlament des Norddeutschen Bundes. Dieser Bund von 1867 war ein deutscher Bundesstaat, der sich 1870/71 zum Deutschen Reich vergrößerte (Reichsgründung). Der vom Volk gewählte Reichstag einerseits und der Bundesrat andererseits waren für die Gesetzgebung verantwortlich. Die Parlamentssitzungen wurden im Herrenhaus des Preußischen Landtages in der Leipziger Straße 3 in Berlin abgehalten.
Im Februar 1867 war ein Konstituierender Reichstag gewählt worden. Dabei handelte es sich noch nicht um ein Parlament, sondern um ein verfassungsvereinbarendes Gremium. Nach Inkrafttreten der Bundesverfassung am 1. Juli 1867 rief das Bundespräsidium (König Wilhelm I. von Preußen) Wahlen zum Reichstag aus. Sie fanden im August statt und wurden, wie die Wahl im Februar, nach Gesetzen der einzelnen Gliedstaaten organisiert. Grundlage dafür war, wie im Augustbündnis abgesprochen, das Frankfurter Reichstagswahlgesetz von 1849.
Erst im Mai 1869 beschloss der Reichstag ein gesamtstaatliches Bundeswahlgesetz für die Reichstagswahlen. Da im Sommer 1870 die Wahlen wegen des Deutsch-Französischen Krieges verschoben wurden, kam es im Norddeutschen Bund zu keiner Reichstagswahl mehr. Das Bundeswahlgesetz galt weiter im Kaiserreich bis 1918.

## Vorgeschichte

### Der Reichstag im Verfassungsentwurf

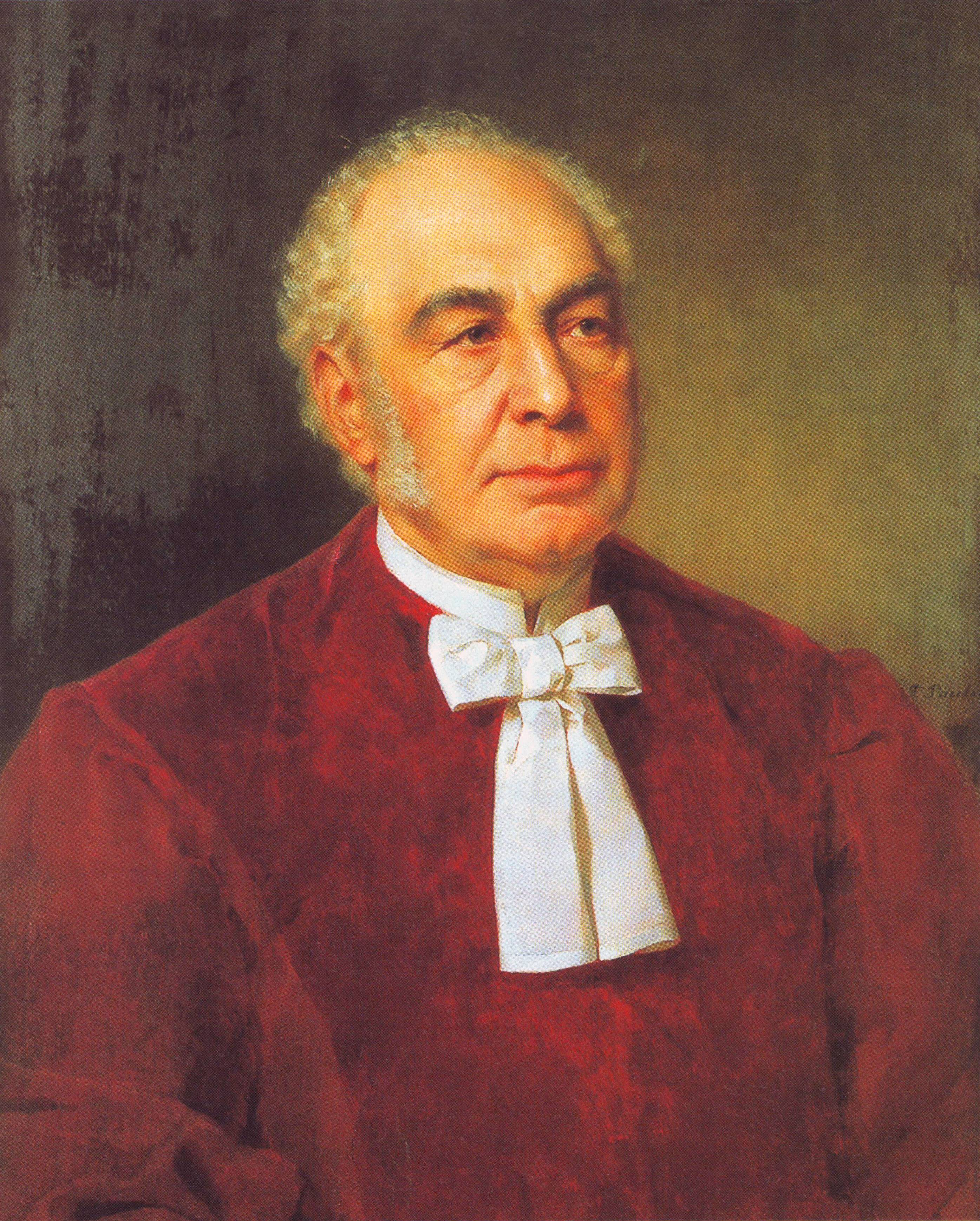
Eduard von Simson, Präsident des Norddeutschen Reichstages (Gemälde von Fritz Paulsen)

Nach dem Verfassungsentwurf Otto von Bismarcks sollte der Reichstag die Volksvertretung des Norddeutschen Bundes bilden. Er sollte neben die monarchisch-föderale Exekutive des Bundespräsidiums und den Bundesrat treten. Das Parlament sollte dabei die damals üblichen Befugnisse erhalten und ein Gegengewicht zu partikularistischen und monarchischen Einflüssen bilden. Ebenso wichtig war, dass das Parlament die liberal-nationale Bewegung einbinden sollte. Der Reichstag war gegenüber den anderen Bundesorganen zwar deutlich schwächer, stand aber in der Verfassung nicht am Rande. Im Gegensatz zu den Parlamenten der Einzelstaaten sollte es nicht nach einem Zensus- oder Klassenwahlrecht, sondern nach dem allgemeinen, gleichen und geheimen Wahlrecht erfolgen.
Allerdings wurde das allgemeine Wahlrecht abgeschwächt durch den Verzicht auf Diäten. Damit war weniger bemittelten Personen die Annahme eines Mandats faktisch nicht möglich. Diese Bestimmung wirkte demnach wie ein Zensus und richtete sich vor allem gegen Arbeitervertreter. Vorgesehen war auch die Trennung von Mandat und öffentlicher Beschäftigung, was den Ausschluss der in den Landtagen so zahlreichen Beamten und anderen Staatsdiener bedeutet hätte, die auch einen Kern der liberalen Bewegung bildeten.

### Wahl des konstituierenden Reichstages
Zur Beratung der Verfassung wurde am 12. Februar 1867 ein konstituierender Reichstag auf Basis des allgemeinen Wahlrechts gewählt. Das Gebiet des Norddeutschen Bundes war in 297 Wahlkreise eingeteilt, in denen nach dem absoluten Mehrheitswahlrecht jeweils ein Abgeordneter direkt gewählt wurde. Wenn kein Kandidat im ersten Wahlgang die absolute Mehrheit erreichte, wurde eine Stichwahl zwischen den beiden bestplatzierten Kandidaten durchgeführt. Trotz erheblicher Kritik am Norddeutschen Bund, gerade in den 1866 von Preußen annektierten Gebieten, kam es nirgendwo zu einem Wahlboykott. Insgesamt war die Wahlbeteiligung mit fast 65 % deutlich höher als etwa bei den Wahlen zu den preußischen Landtagen. Allerdings unterschied sich das Wahlergebnis zunächst kaum von denen der Landesparlamente. Die Regierung hat zwar versucht die Wahlen zu beeinflussen, aber gleichwohl spiegelten ihre Ergebnisse die politischen Stimmungen der Bevölkerung wider.
Die Mehrheit stellte die gerade durch Abspaltung von der Fortschrittspartei entstandene Nationalliberale Partei zusammen mit den liberal-konservativen Freikonservativen. Hinzu kamen einige weitere liberal gesinnte Abgeordnete. Diese kamen zusammen auf 180 von 297 Mandaten und bildeten die potentiellen Unterstützer der Bismarckschen Politik. Dagegen standen unter anderem 63 Altkonservative, 13 polnische Abgeordnete, 18 Welfen und andere Partikularisten und 19 Abgeordnete der Fortschrittspartei. Die antipreußisch-demokratisch orientierte Sächsische Volkspartei war durch die beiden späteren sozialdemokratischen Parlamentarier August Bebel und Reinhold Schraps vertreten.

### Zusammensetzung des konstituierenden Reichstages

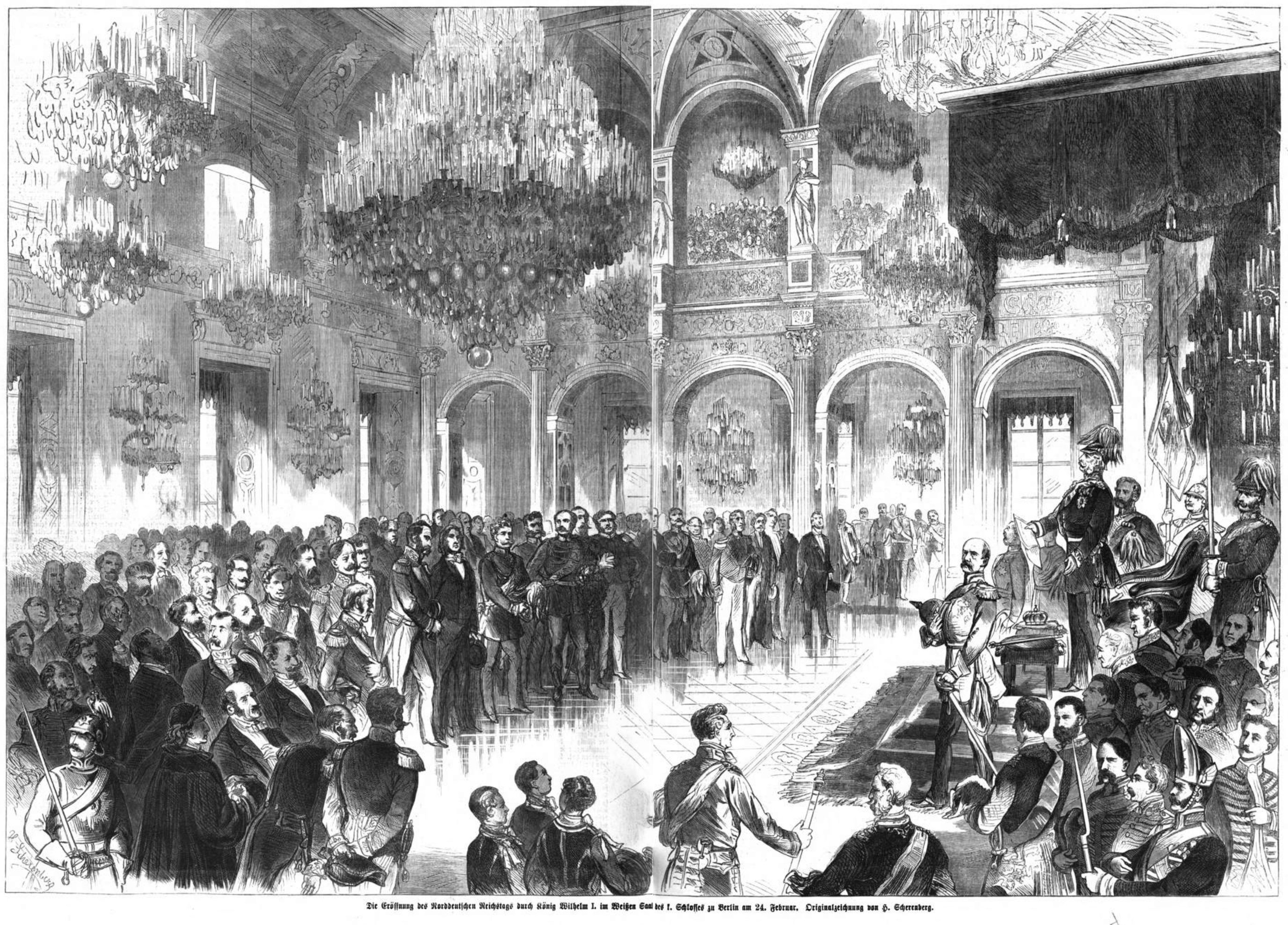
Eröffnung des Reichstags durch das Präsidium, den preußischen König; Zeichnung in der Leipziger Illustrirten Zeitung

Präsident des Reichstages wurde Eduard von Simson, der diese Position bereits in der Frankfurter Nationalversammlung und später im kaiserzeitlichen Reichstag innehatte. August Bebel schrieb in seinen Erinnerungen später, dass im Parlament „die Elite der norddeutschen Politiker und parlamentarischen Koryphäen“ versammelt gewesen seien. Zu diesen gehörte für ihn Rudolf von Bennigsen, Karl Braun aus Hessen, Hermann Heinrich Becker, Maximilian von Forckenbeck, Gustav Freytag, Rudolf Gneist, Eduard Lasker, Johannes von Miquel, Gottlieb Planck, Eugen Richter, Eduard von Simson, Maximilian von Schwerin-Putzar, Hermann Schulze-Delitzsch, Karl Twesten, Hans Victor von Unruh, Benedikt Waldeck, Moritz und Julius Wiggers, Ludwig Windthorst, Hermann von Mallinckrodt, Georg von Vincke, Hermann Wagener, Mayer Carl von Rothschild.
Hinzu kamen die wegen ihrer Kriegsverdienste des Jahres 1866 gewählten Generale Eduard Vogel von Falckenstein und Karl Friedrich von Steinmetz. Bebel beschrieb auch von Bismarck als einen wenig charismatischen Redner und endete mit einer Einschätzung, die ähnlich wohl auch von den meisten übrigen Parlamentariern geteilt wurde. „Die Zeit der Ideale ist vorüber. Die deutsche Einheit ist aus der Traumwelt in die prosaischen Welt der Wirklichkeit hinuntergestiegen. Politiker haben heute weniger als je zu fragen, was wünschenswert, als was erreichbar ist.“

### Verfassungsdebatte

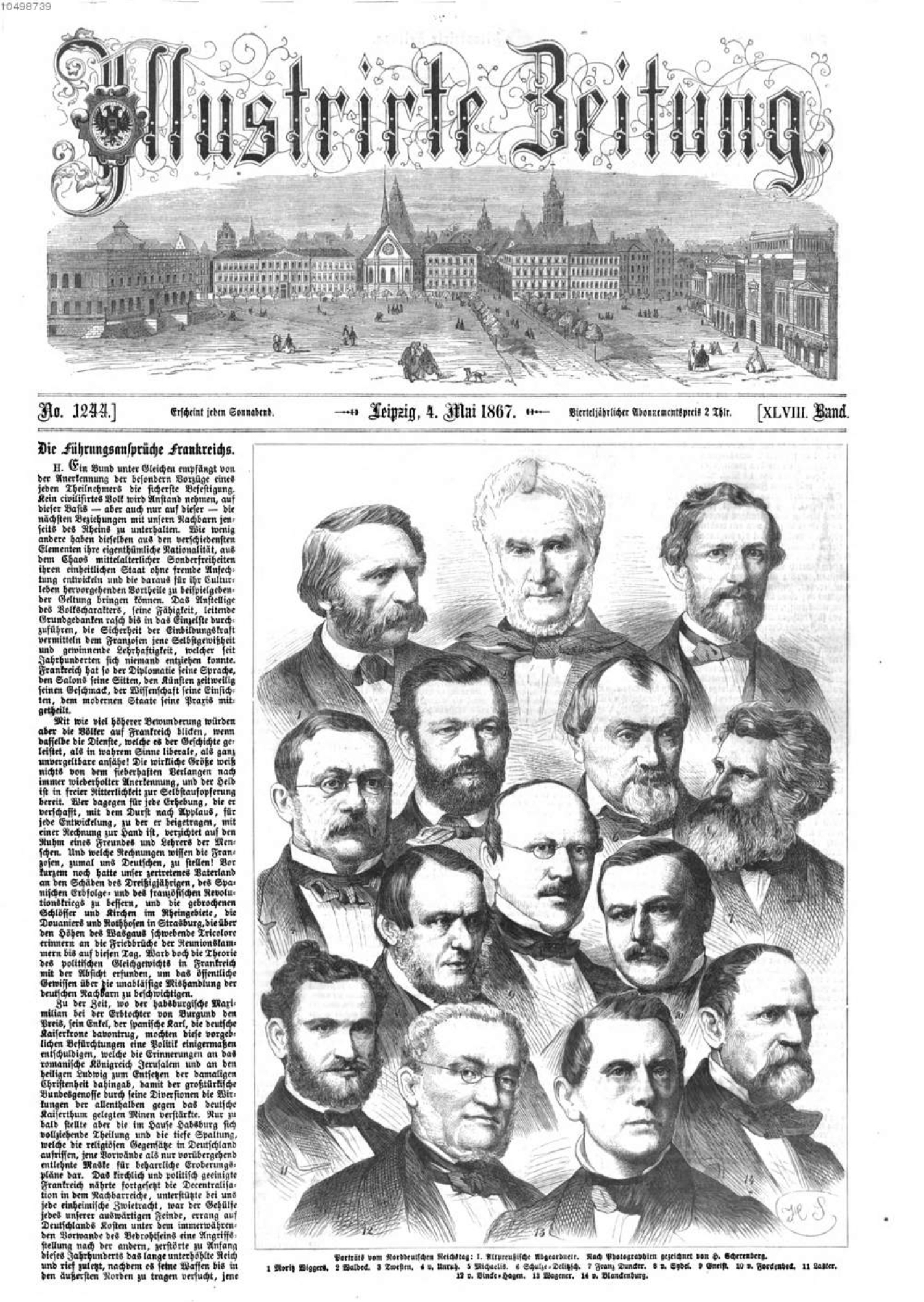
Bekannte Reichstagsabgeordnete, Leipziger Illustrirte Zeitung vom Mai 1867

Die Verfassungsberatungen verliefen weitgehend im Hause selbst, Petitionen und Einflussversuche von außen hat es im Gegensatz zu den Nationalversammlungen von 1848/49 kaum gegeben. Zwar zielte der Abschluss der Verfassung auf eine Vereinbarung zwischen Parlament und Monarch, für den Fall zu weitgehender Änderungen am Entwurf hatte sich Bismarck jedoch das Recht zur Oktroyierung einer Verfassung vorbehalten lassen. Mit dieser Drohung im Hintergrund konnte er sich in Konfliktfällen in der Regel durchsetzen. Allerdings musste Bismarck auch Kompromisse hinnehmen. So gelang es nicht aus dem Bundespräsidenten einen Bundesmonarchen zu machen. Einen Grundrechtskatalog gab es nicht. Ein Grund waren die unterschiedlichen Formulierungen der Einzelstaaten, außerdem wollte Bismarck ideologische Grundsatzkonflikte vermeiden, etwa über die Stellung der Kirche oder Familie.
Die Liberalen scheiterten mit der Forderung nach parlamentarischer Verantwortung der Chefs der Bundesministerien für ihre Regierungsakte. Allerdings wurde auf Initiative des nationalliberalen Fraktionsführers von Bennigsen die – in ihren Modalitäten freilich nicht näher beschriebene – Verantwortlichkeit des Bundeskanzlers für Rechtsakte des Bundespräsidiums eingeführt (Lex Bennigsen). Dies war eine fundamentale Veränderung des ursprünglichen Entwurfs. Der Kanzler musste seine Politik gegenüber dem Parlament und der Öffentlichkeit verteidigen und vertreten. Er wurde zwar weiterhin vom Bundespräsidenten, also dem preußischen König, ernannt, wurde in gewissem Umfang aber auch von den Mehrheiten im Parlament abhängig (eine tatsächliche parlamentarische Verantwortlichkeit entwickelte sich aber erst zum Ende des Deutschen Kaiserreichs hin).
Wichtiger aber war, dass der Bundeskanzler zuvor nur als eine Art Geschäftsführer des Bundesrates gedacht war, aber mit dem Lex Bennigsen zu einem weiteren Bundesorgan wurde. Dies stärkte die Zentralregierung gegenüber dem föderalen Element und vergrößerte den politischen Spielraum des Kanzlers in alle Richtungen. Für die Liberalen war die Verantwortung des Kanzlers durchaus ein Teilerfolg, bedeutete dies doch eine Stärkung des konstitutionellen Elements.
Dem Diätenverbot stimmte das Parlament zu. Da es selbst zu einem Gutteil aus Staatsdienern bestand, hat es aber den geplanten Ausschluss von Beamten von einem Mandat verhindert. Zwar gab es unter den Nationalliberalen großteils gewisse Vorbehalte gegen das allgemeine Wahlrecht, sie nahmen es aber letztlich hin. Allerdings setzte die Parlamentsmehrheit auch das geheime Wahlrecht durch. Damit wurde die bislang übliche Aufsicht über das Wahlverhalten durch die Obrigkeit verhindert. Der Mehrheit gelang es auch in Bezug auf die Kernkompetenzen des Reichstags die Zuständigkeiten im Bereich der Justiz- und Finanzpolitik deutlich zu erweitern. Vor allem das Budgetbewilligungsrecht wurde effektiviert und trat damit als parlamentarische Kontrollmöglichkeit auf der Ausgabeseite neben das Recht des Parlaments zur Steuerbewilligung auf der Einnahmeseite. An Stelle einer dreijährigen Bewilligung wurde vom Parlament der Etat für jeweils ein Jahr durchgesetzt, was freilich nicht für die Heeresausgaben und damit den größten Ausgabenposten galt. Allerdings kam es auch in dieser Frage zu einem Kompromiss. Wollte Bismarck ursprünglich eine Dauerbewilligung (Äternat) und die Liberalen einen Jahresetat durchsetzen, einigte man sich auf einen vierjährigen Bewilligungszeitraum. Gerade im Militärbereich blieben die Rechte des Parlaments eng begrenzt.
Die Verfassung wurde vom konstituierenden Reichstag mit 230 gegen 53 Stimmen angenommen. Zugestimmt hatten nicht nur die Liberalen, sondern auch die Konservativen.

## Die Wahl zum ersten regulären Reichstag
Die ersten Wahlen zu einem ordentlichen Reichstag (als Verfassungsorgan) fanden am 31. August 1867 statt. Dabei war die Wahlbeteiligung mit 40,5 % deutlich geringer als beim letzten Urnengang. Grundsätzlich änderte sich an der liberal-freikonservativen Mehrheit (im konstituierenden Reichstag) nichts; allerdings wurde die Spaltung in der liberalen Bewegung deutlicher sichtbar. In den alten preußischen Provinzen konnte sich die Deutsche Fortschrittspartei gegenüber den Nationalliberalen behaupten (14,2 % zu 13,8 %). Ihre eigentliche Stärke hatten die Nationalliberalen in den neuen Provinzen (fast 40 % zu 6,3 % Fortschritt) und den kleineren Bundesstaaten. Stärker als bei der ersten Wahl waren nunmehr Vertreter der politischen Arbeiterbewegung im Parlament vertreten. Die Sächsische Volkspartei, aus der 1869 die SDAP hervorging, gewann drei Sitze, der ADAV zwei Sitze und der vom ADAV abgespaltene LADAV einen Sitz. Bei Nachwahlen im Jahre 1869 konnten der ADAV und der LADAV je einen weiteren Sitz gewinnen.

## Tätigkeit des Parlaments
Während der Legislaturperiode des einzigen Reichstags in der Zeit des Norddeutschen Bundes entfaltete der Bund und nicht zuletzt der Reichstag eine beachtliche Gesetzgebungsaktivität. Neben den Sachentscheidungen in den verschiedenen Politikfeldern vor allem im Bereich der Rechts-, Gesellschafts- und Wirtschaftsordnung gehörte dazu auch die Einführung teilweise bis heute prägender parlamentarischer Verfahrensweisen. So wurden Wahlprüfungen eingeführt. Seither sind drei Lesungen von Gesetzesvorhaben üblich. Kommissionen und Rednerlisten wurden nunmehr nach der Stärke der Fraktionen bestimmt. Als interfraktionelles Gremium wurde ein Ältestenrat eingeführt. Gerade auch in vielen Sachfragen übernahm der Reichstag die Initiative und setzte die Verwaltung unter Druck. Da die Fraktionszugehörigkeit teilweise noch fließend war und es noch recht zahlreiche fraktionslose Abgeordnete gab, war das Ergebnis einer Reihe von Abstimmungen bis zum Schluss völlig offen. Allerdings zeigte sich bald, dass das Parlament etwa in der Wirtschafts- und Rechtspolitik einen bedeutenden Einfluss besaß. Jedoch blieben Militär und Außenpolitik Sache der Regierung. Die gelegentlichen Versuche, den Einfluss des Parlaments auszudehnen, scheiterten an der Vetodrohung durch den Bundesrat.

## Zollparlament
Die Abgeordneten des Norddeutschen Reichstags waren von 1868 bis 1870 zugleich Abgeordnete des deutschen Zollparlaments, dem Parlament des Deutschen Zollvereins. Im Zollparlament traten 85 süddeutsche Abgeordnete hinzu, die bei Wahlen im Februar und März 1868 in Bayern, Württemberg, Baden und Hessen nach dem gleichen Wahlrecht wie dem des Norddeutschen Bundes bestimmt wurden.

## Übergang zum Deutschen Reich
Nach dem für Bismarck erfolgreichen Deutsch-Französischen Krieg im November 1870 und der Annexion Elsass-Lothringens durch die Deutschen äußerten die Staaten Baden, Hessen, Bayern und Württemberg den Wunsch, dem Bund beizutreten. Auf Antrag des Bundesrates und mit Zustimmung des Reichstages am 9. Dezember 1870 wurde daher der Norddeutsche Bund in Deutsches Reich umbenannt. 
Gültig wurden diese Änderungen mit der neuen Verfassung vom 1. Januar 1871 (DBV). Laut Art. 80 (Punkt 13) gehörte das Wahlgesetz zu den Gesetzen, die für den „Deutschen Bund“ gelten werden. Beigetreten waren laut dieser Verfassung allerdings nur Hessen und Baden. Die Verträge mit Württemberg und Bayern regelten die Wahl von Reichstagsabgeordneten in diesen beiden Ländern (mit einem Zusatz zu Art. 20 DBV).
Der Reichstag wurde am 3. März 1871 neu gewählt. Diese Wahl war die erste, für die das Wahlgesetz von 1869 angewandt wurde. Dieser Reichstag gilt als der erste Reichstag des Kaiserreiches; er nahm im April eine überarbeitete Form der Bundesverfassung an, die später als Bismarcksche Reichsverfassung bezeichnet wurde.